# 通行券
通行券（つうこうけん）是日本高速公路等收费道路的通行必要凭证 。
安装车载電子道路收費系統（ETC）的车辆则可从专用通道直接通过，不需要通行券。

## 券面内容

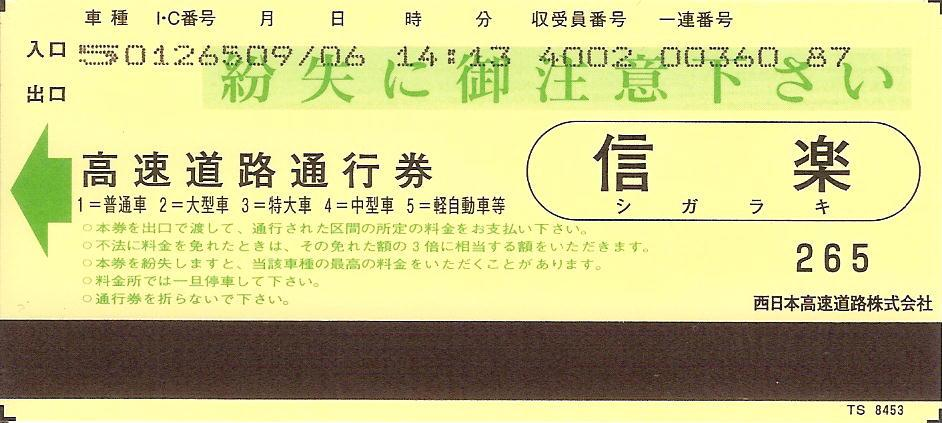
高速道路通行券（西日本高速道路発券）

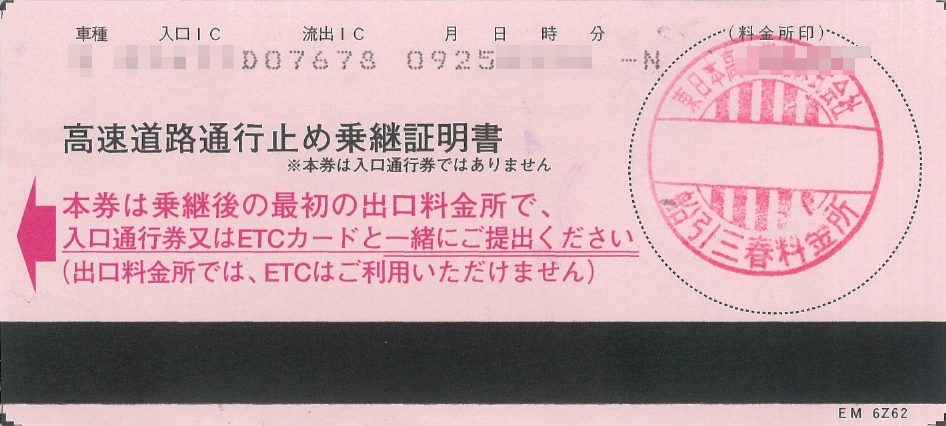
高速道路通行终止乗継証明書（東日本高速道路発券）

券面左起分别为車種代号、收费站号、月日、時分、收费員号、一連番号、登録号。